# Trpezi
Trpezi es un pueblo ubicado en el municipio de Berane, en Montenegro.

## Demografía
Hasta 2011 la población era de 763 habitantes, conformada por 193 hogares y 362 viviendas.
| 1063                                                             | 1223 | 1281 | 1263 | 1481 | 1274 | 773 | 763 |
| (Fuente: Population statistics of Eastern Europe & former USSR.) |      |      |      |      |      |     |     |

| Etnicidad                                           | Número | Porcentaje |
| --------------------------------------------------- | ------ | ---------- |
| Bosnios                                             | 613    | 79,30 %    |
| Musulmanes                                          | 137    | 17,72 %    |
| Montenegrinos                                       | 10     | 1,29 %     |
| Otros                                               | 13     | 1,68 %     |
| Fuente: Republic of Montenegro. Statistical Office. |        |            |